# Parcours d'une particule
Pour les articles homonymes, voir Parcours.
Le parcours d'une particule est la distance nécessaire à une particule chargée traversant la matière pour que son énergie devienne approximativement nulle par ionisation. Le parcours dépend du type de particule, de son énergie initiale et du matériau traversé.
La perte d'énergie par centimètre (et, par conséquent, la densité d'ionisation) dépend elle aussi du type, de l'énergie de la particule et du matériau rencontré. Normalement, la perte d'énergie par centimètre croît au cours de la décélération. Juste avant la fin du parcours, cette perte d'énergie passe par un maximum, le Bragg peak. C'est à la base de la radiothérapie.
Le parcours des particules α dans l'air est de quelques centimètres ; une feuille de papier suffit à les arrêter.

Le parcours des particules β est de quelques mètres dans l'air (pour les plus énergétiques) ; une feuille d'aluminium suffit à les arrêter.